# Marco Benassi (futbolista)
Marco Benassi (Modena, Italia, 8 de septiembre de 1994) es un exfutbolista italiano que jugaba como centrocampista.

## Selección nacional

### Categorías inferiores
Ha sido internacional con la selección de Italia en las categorías sub-18, sub-19, sub-20 y sub-21.

#### Participaciones en categorías inferiores
| Competición                                   | Sede            | Resultado      | Partidos | Goles |
| --------------------------------------------- | --------------- | -------------- | -------- | ----- |
| Campeonato Europeo de la UEFA Sub-19 2013     | Lituania        | Ronda Élite    | 6        | 1     |
| Clasificación para la Eurocopa Sub-21 de 2015 | Europa          | Clasificó      | 2        | 0     |
| Eurocopa Sub-21 de 2015                       | República Checa | Fase de grupos | 2        | 2     |
| Clasificación para la Eurocopa Sub-21 de 2017 | Europa          | En disputa     | 8        | 3     |

### Absoluta
Marco fue convocado por primera vez a la selección absoluta italiana para las fechas FIFA previas a la Eurocopa 2016. Estuvo en el banco de suplentes en un amistoso contra Escocia, ganaron 1 a 0 pero no tuvo minutos. Finalmente el entrenador Antonio Conte no lo confirmó para jugar la competición internacional.
Para las fechas FIFA de octubre, fue citado por Giampiero Ventura para jugar dos fechas por la clasificación al mundial.

## Estadísticas
Actualizado al 14 de mayo de 2023.
| Inter de Milán · Italia | 1.ª           | 2012-13       | 6   | 0  | 3  | 0 | 4  | 1 | 13  | 1  |
| Inter de Milán · Italia | Total club    | Total club    | 6   | 0  | 3  | 0 | 4  | 1 | 13  | 1  |
| A. S. Livorno Calcio · Italia | 1.ª           | 2013-14       | 20  | 2  | 1  | 0 | —  | — | 21  | 2  |
| A. S. Livorno Calcio · Italia | Total club    | Total club    | 20  | 2  | 1  | 0 | 0  | 0 | 21  | 2  |
| Torino F. C. · Italia | 1.ª           | 2014-15       | 25  | 3  | 0  | 0 | 11 | 0 | 36  | 3  |
| Torino F. C. · Italia | 1.ª           | 2015-16       | 32  | 3  | 1  | 1 | —  | — | 33  | 4  |
| Torino F. C. · Italia | 1.ª           | 2016-17       | 28  | 5  | 1  | 0 | —  | — | 29  | 5  |
| Torino F. C. · Italia | Total club    | Total club    | 85  | 11 | 2  | 1 | 11 | 0 | 98  | 12 |
| ACF Fiorentina · Italia | 1.ª           | 2017-18       | 35  | 5  | 2  | 0 | —  | — | 37  | 5  |
| ACF Fiorentina · Italia | 1.ª           | 2018-19       | 32  | 7  | 4  | 2 | —  | — | 36  | 9  |
| ACF Fiorentina · Italia | 1.ª           | 2019-20       | 18  | 1  | 4  | 2 | —  | — | 22  | 3  |
| Hellas Verona F. C. · Italia | 1.ª           | 2020-21       | 0   | 0  | 0  | 0 | —  | — | 0   | 0  |
| Hellas Verona F. C. · Italia | Total club    | Total club    | 0   | 0  | 0  | 0 | 0  | 0 | 0   | 0  |
| ACF Fiorentina · Italia | 1.ª           | 2021-22       | 6   | 0  | 2  | 0 | —  | — | 8   | 0  |
| Empoli F. C. · Italia | 1.ª           | 2021-22       | 12  | 0  | —  | — | —  | — | 12  | 0  |
| Empoli F. C. · Italia | Total club    | Total club    | 12  | 0  | 0  | 0 | 0  | 0 | 12  | 0  |
| ACF Fiorentina · Italia | 1.ª           | 2022-23       | 2   | 0  | 0  | 0 | 1  | 0 | 3   | 0  |
| ACF Fiorentina · Italia | Total club    | Total club    | 93  | 13 | 12 | 4 | 1  | 0 | 106 | 17 |
| U. S. Cremonese · Italia | 1.ª           | 2022-23       | 15  | 0  | 2  | 0 | ―  | ― | 17  | 0  |
| U. S. Cremonese · Italia | Total club    | Total club    | 15  | 0  | 2  | 0 | 0  | 0 | 17  | 0  |
| Total carrera | Total carrera | Total carrera | 231 | 26 | 20 | 5 | 16 | 1 | 267 | 32 |
| (1)Incluidos los datos de la Copa Italia (2012-13 y 2013-14). (2)Incluidos los datos de la Liga Europa de la UEFA (2012-13 y 2014-15) y Liga Europa Conferencia de la UEFA (2022-23). |               |               |     |    |    |   |    |   |     |    |